# 焦斑筆螺
焦斑筆螺（学名：Mitra ustulata）为筆螺科筆螺屬下的一个种。